# Ada Masalı
Ada Masalı (Amor na Ilha, no Brasil) é uma telenovela turca de gênero romance e drama, produzida pela Ay Yapım para a emissora  Star TV de 21 de junho de 2021 a 11 de dezembro do mesmo ano em capítulos semanais com 120 minutos de duração, em média.

## Exibição
Em sua versão internacional, distribuida pela Madd Entertainment, a produção ganhou um novo título "Be My Sunshine", e foi reeditada para episódios de 45 minutos. Assim, o produto é vendido com um total de 83 capítulos para o exterior. 
Foi exibida pelo canal pago TNT Novelas entre 22 de julho a 13 de novembro de 2024 substituindo Esqueça-me Se Puder e sendo substituída por Minha Menina.

## Enredo
Junho é uma mulher da cidade, totalmente dedicada à sua carreira e ao estilo de vida acelerado de Istambul. Ela não consegue imaginar outra vida, mas quando sua empresa a envia para uma remota ilha do Egeu para abrir caminho para um novo resort, um erro muda sua vida para sempre!
Boreas é um homem simples que se sente mais atraído pela natureza do que pelas pessoas. Atlético, engenhoso, mas socialmente desajeitado, Boreas desfruta da paz e tranquilidade de sua pequena fábrica de azeite, situada em um belo terreno. Infelizmente, é exatamente aí que a empresa de Junho pretende construir o seu resort.
Faíscas voam quando Junho e Boreas se encontram, e os dois opostos se apaixonam antes que Junho perceba que é a terra de Boreas que seus chefes a mandaram comprar. Sem saber disso, Junho arruína a vida do jovem. Em pouco tempo, a fábrica de Boreas é fechada, seus sonhos se transformam em fumaça e toda a cidade enfrenta um futuro incerto. Enquanto isso, a vida de Junho vira de cabeça para baixo quando sua mãe corre o risco de perder a casa da família. Para consertar as coisas, e arrependida, ela deve se unir ao seu homem da natureza para construir seu próprio hotel boutique, que preservará a fábrica de azeite de Boreas e salvará a casa de sua mãe. Tanto Junho quanto Boreas são transformados pela experiência, pois cada um descobre algo novo e inesperado do outro. 

## Elenco
| Intérprete       | Personagem            | Capítulo |
| ---------------- | --------------------- | -------- |
| Ayça Ayşin Turan | Junho Sedefli         | 1-25     |
| Alp Navruz       | Boreas Ali Özgür      | 1-25     |
| Nihan Büyükağaç  | Selma Göknar Kahraman | 1-25     |
| Bülent Çolak     | Clôude                | 1-25     |
| Bedia Ener       | Aliye Özgür           | 1-25     |
| İpek Tenolcay    | Zeneide Göknar Sağlam | 1-25     |
| İlkay Akdağlı    | Başkan Latif Sağlam   | 1-25     |
| Rami Narin       | Alper Bulut           | 1-25     |
| Özge Demirtel    | Bianca Atakan         | 1-25     |
| Merve Nur Bengi  | Melisa Ayen Bulut     | 1-25     |
| Fatih Yücebağ    | Caíque                | 1-25     |
| Eylül Ersöz      | Nair Demirer          | 1-25     |
| Fatih Altun      | Beyazıt               | 1-25     |
| Mustafa Aran     | Burak                 | 1-25     |
| Ümmü Putgül      | Suzan                 | 1-25     |
| Hasan Say        | Okan                  | 1-25     |